# Calea Moșilor
La Calea Moșilor es una de las avenidas más viejas de Bucarest. Comienza en la Strada Bărătiei (al lado de Piaţa Timpului ) y acaba en Piaţa Obor (intersección con Şoseaua Colentina , Şoseaua Mihai Bravu y Şoseaua Ştefan cel Mare) 
Mide 2660 metros. Fue la primera pavimentada en piedra y en origen unía la Curtea Veche con un centro de negocios al exterior de la ciudad (Târgului din Afară), cuyo nombre al principio eraPodul Târgului din Afară' (puente de la feria de fuera) 
Por ella van el tranvía 21 y el trolebús 66 hasta el Bulevardul Carol I y otras líneas a Universitate.

## Galería

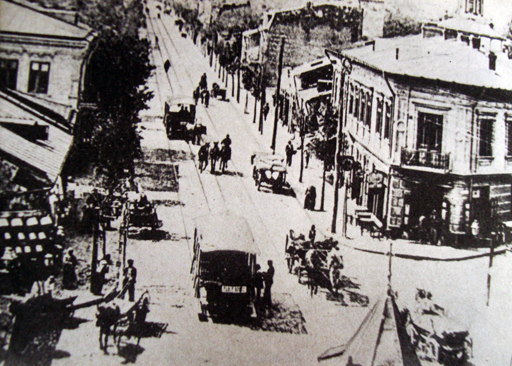
Años 1900
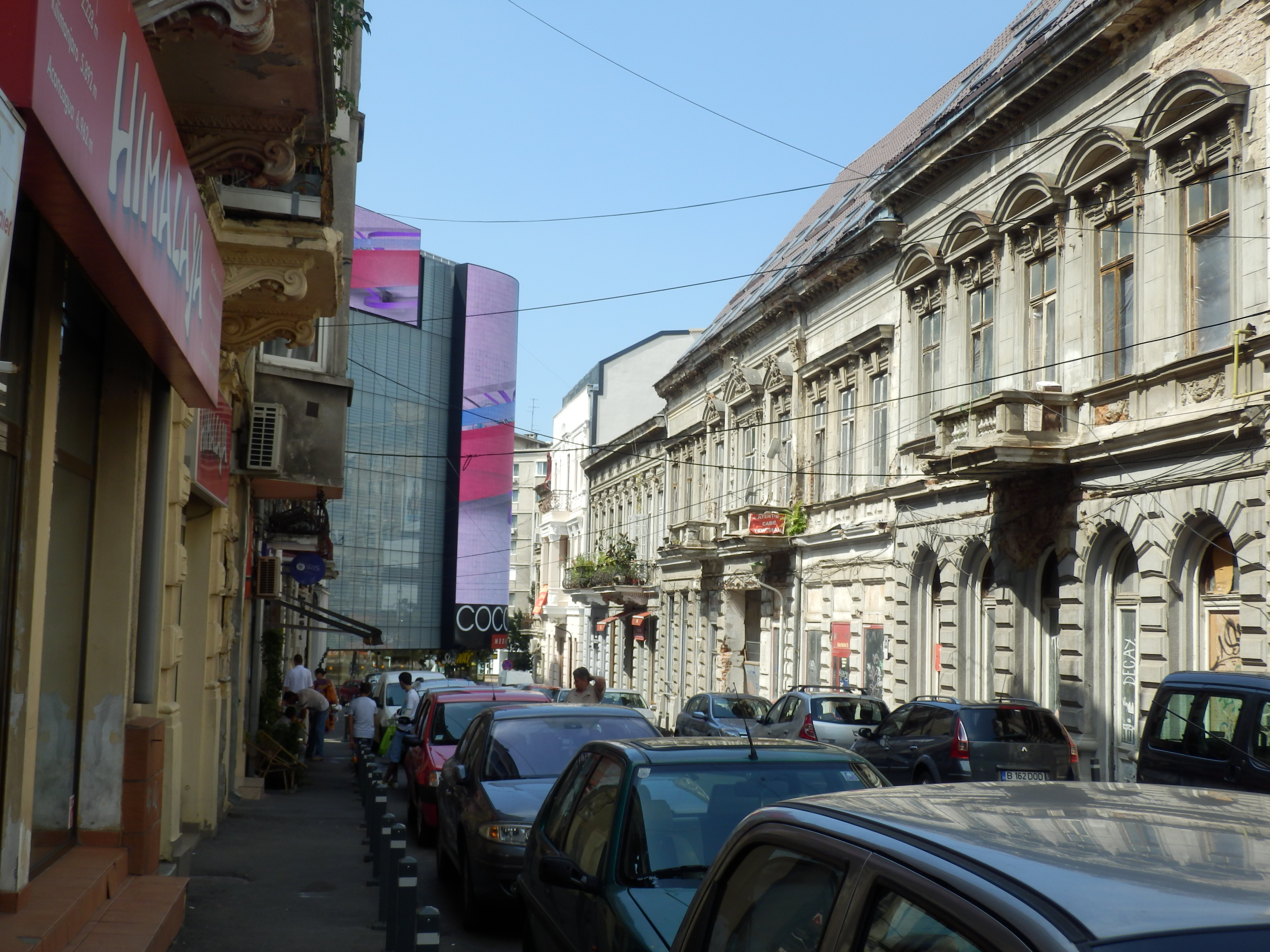
Calea Moșilor, Centrul istoric
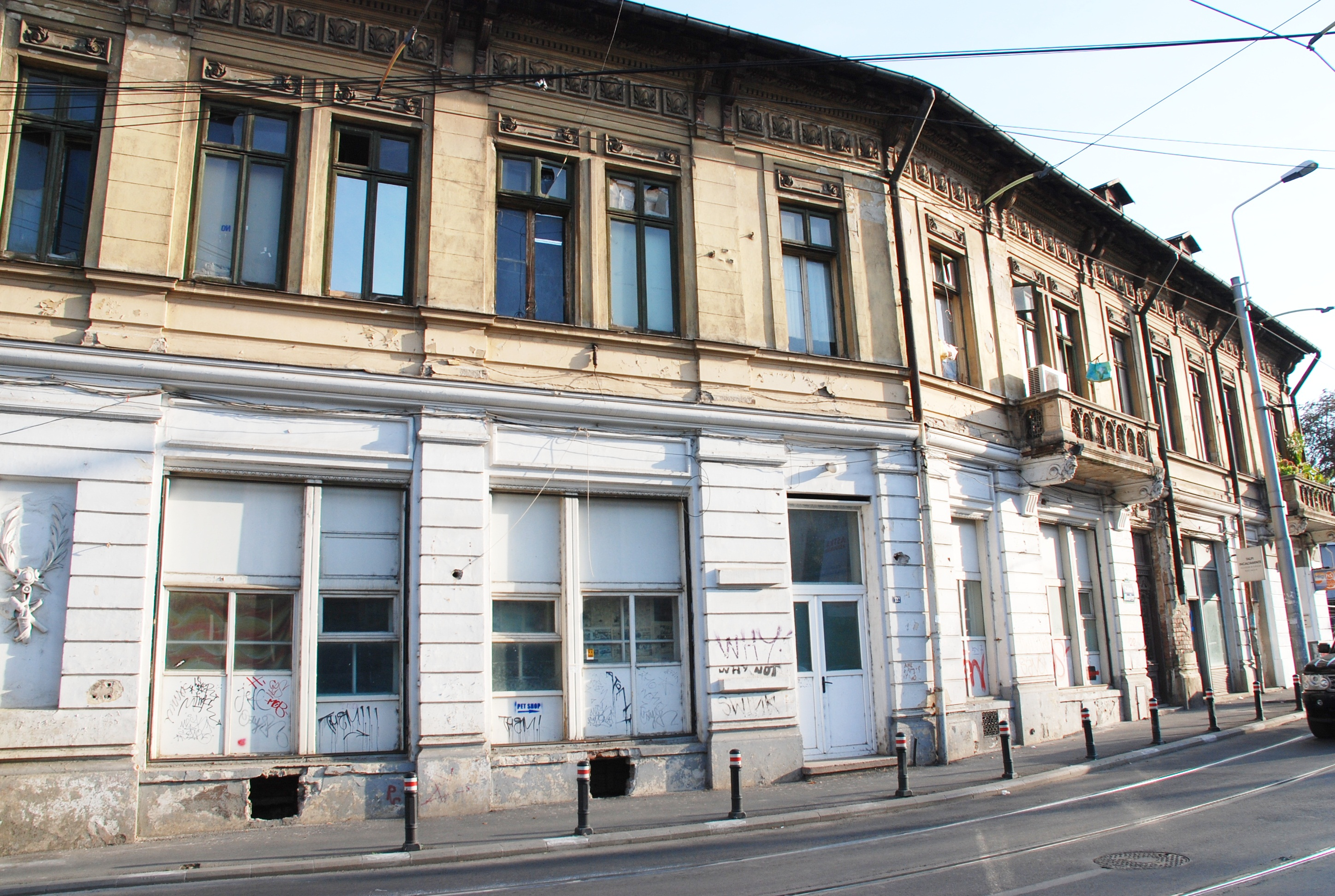
Calea Moșilor nr. 71 - casă de negustor
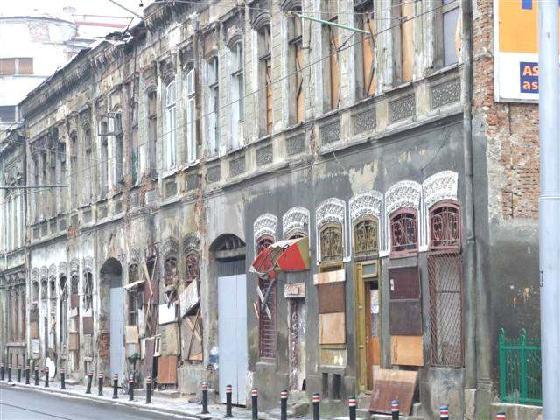
Hanul Solacolu, 2008
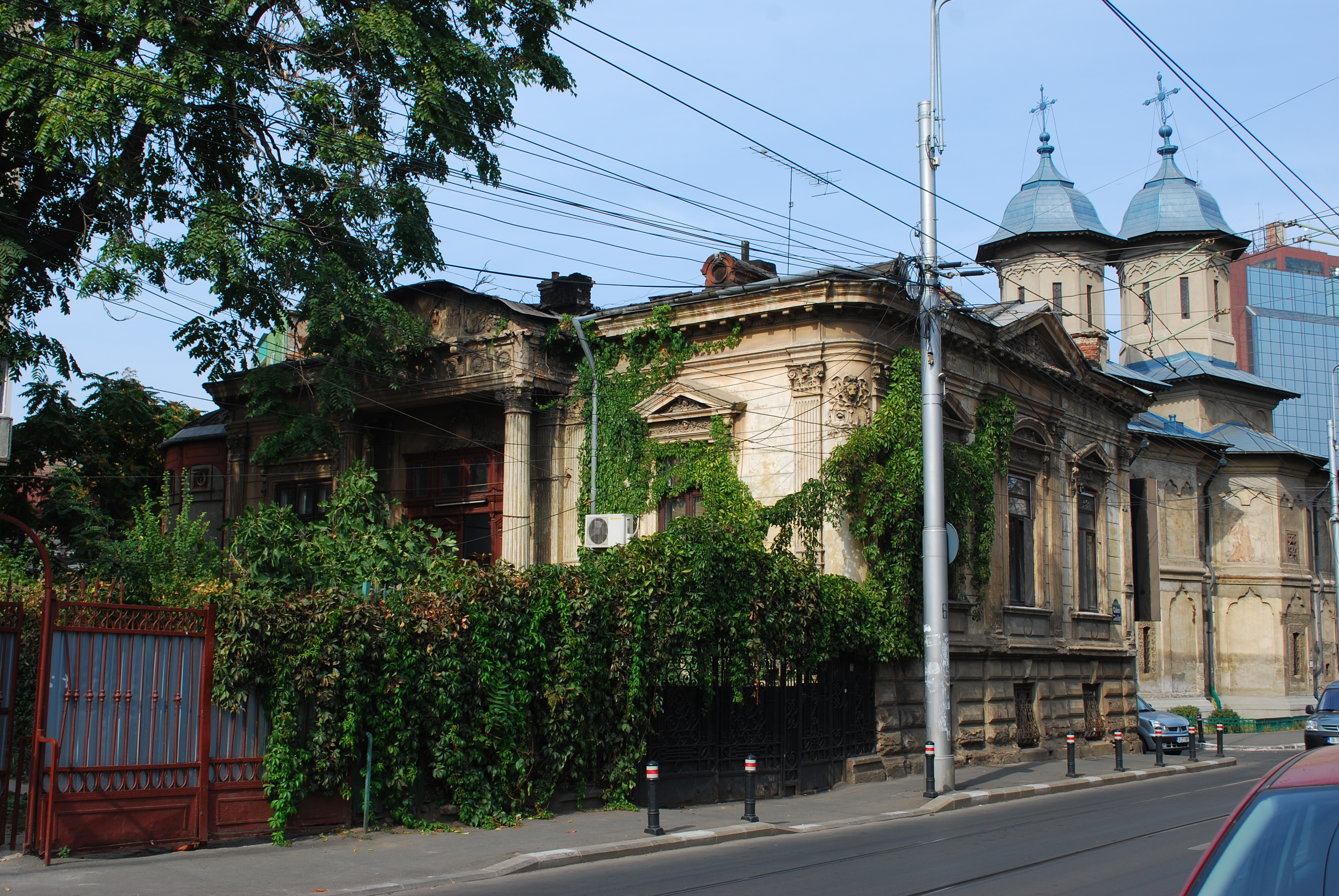
Calea Moșilor nr. 77
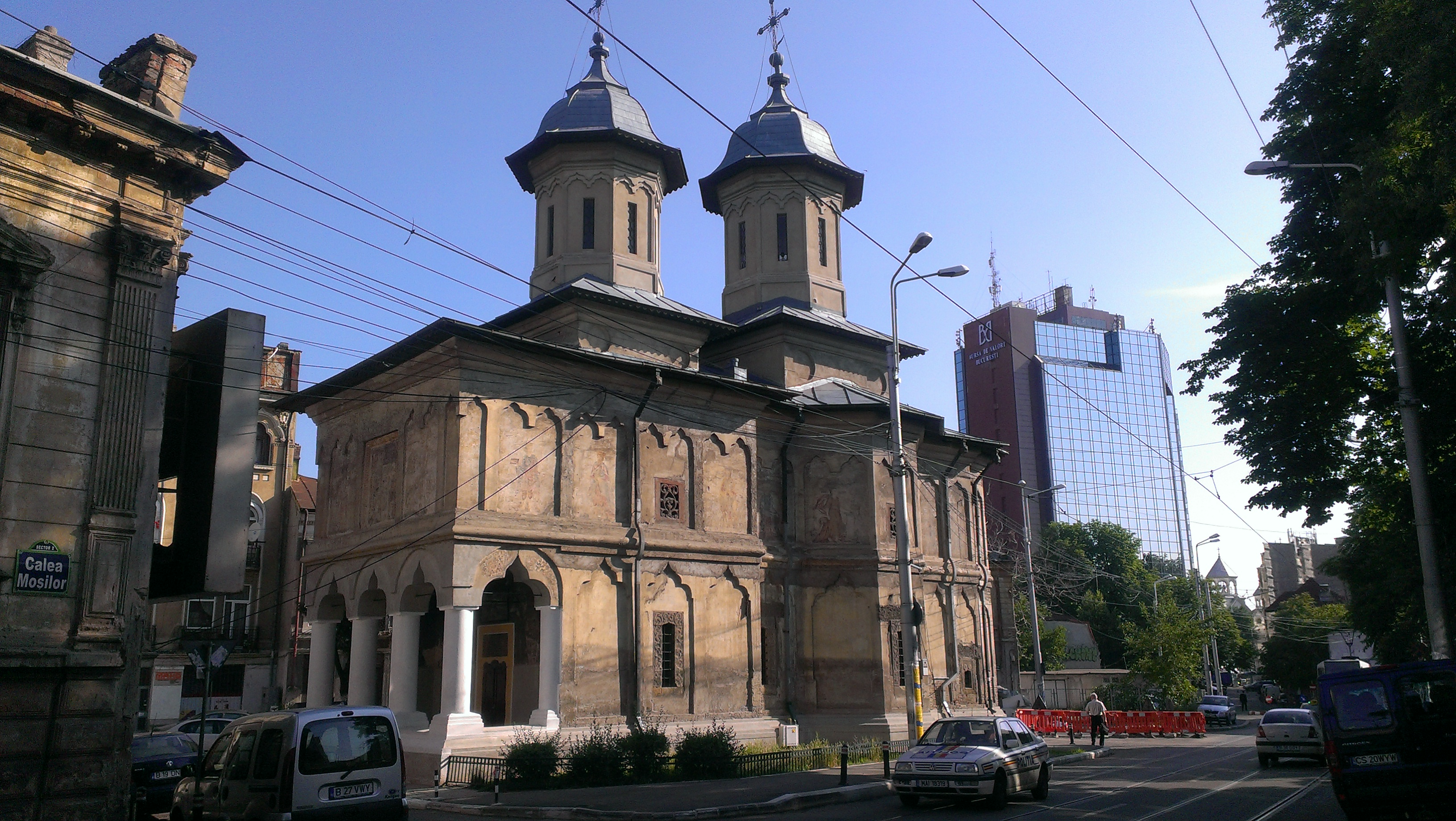
Biserica "Intrarea Maicii Domnului în Biserică"- cu Sfinți, pe Calea Moșilor
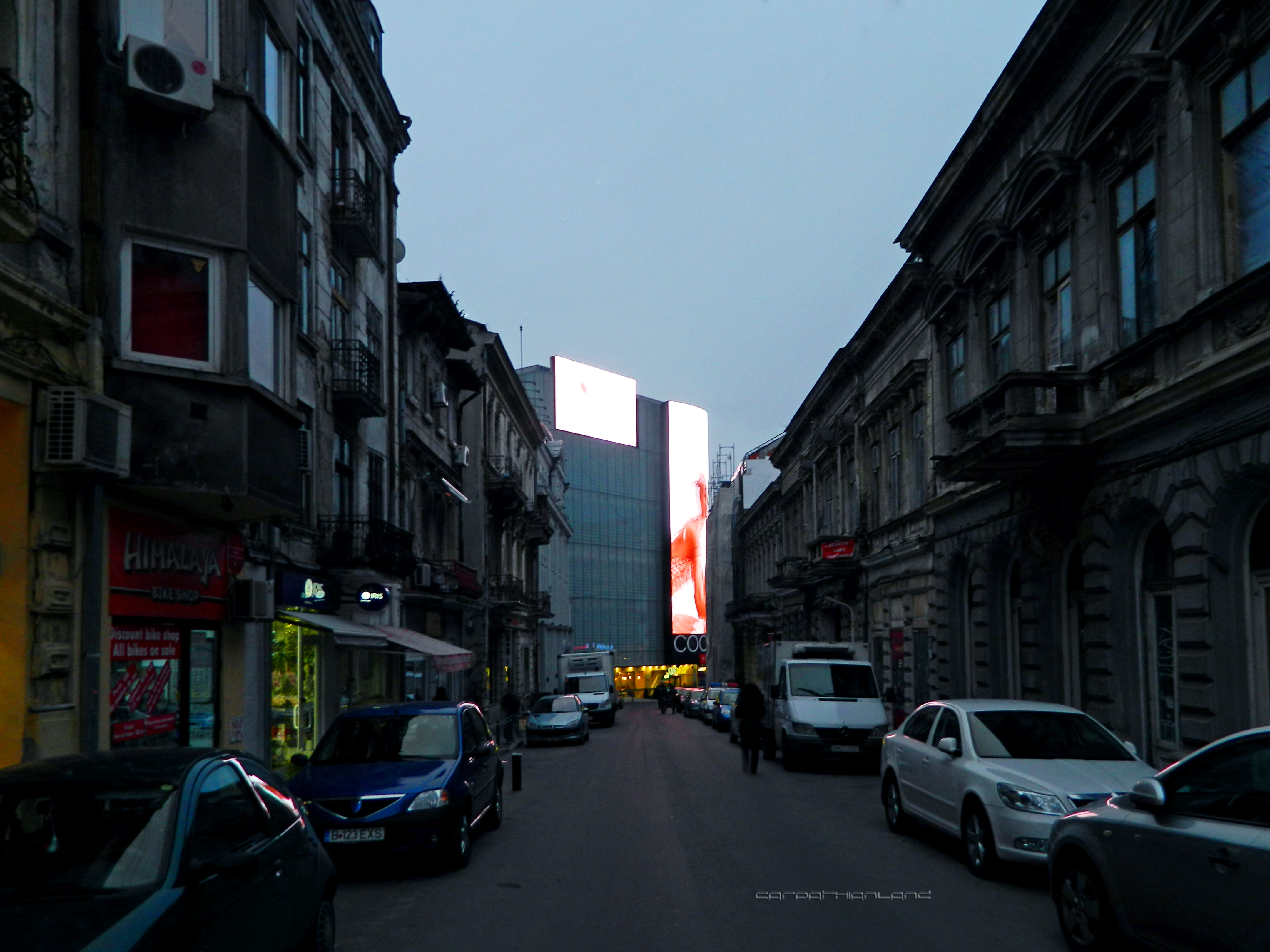
Calea Moșilor în anul 2013
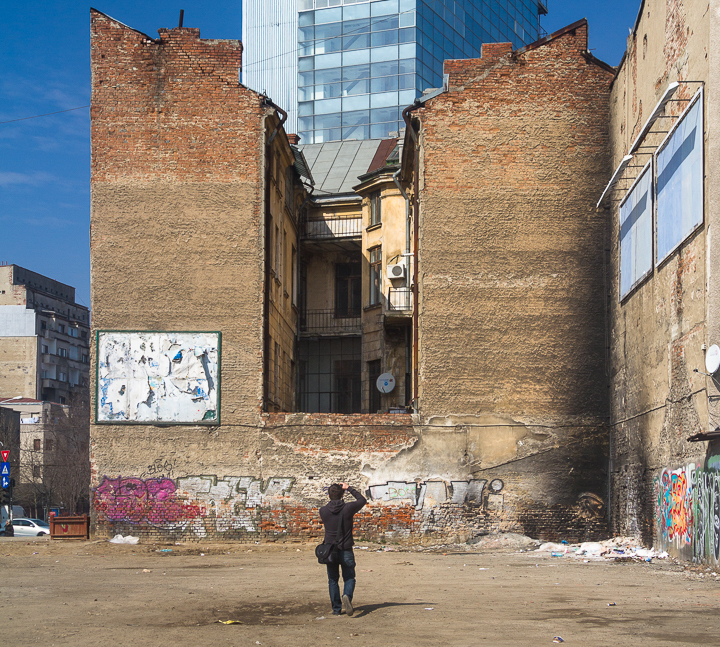
Milennium Business Center - Calea Moșilor
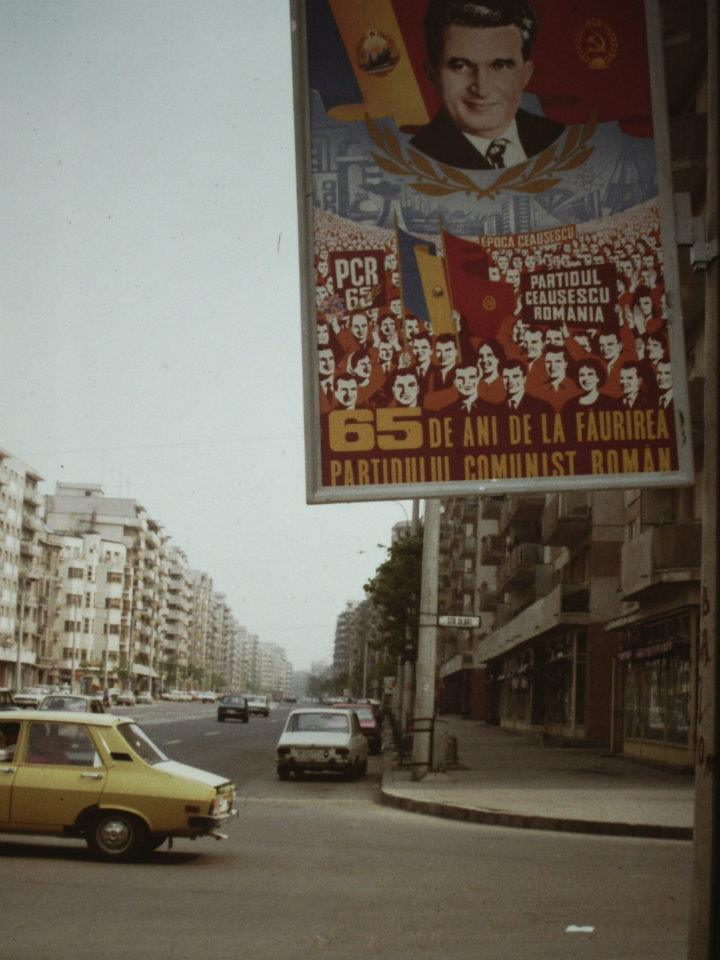
Calea Moșilor, 1986
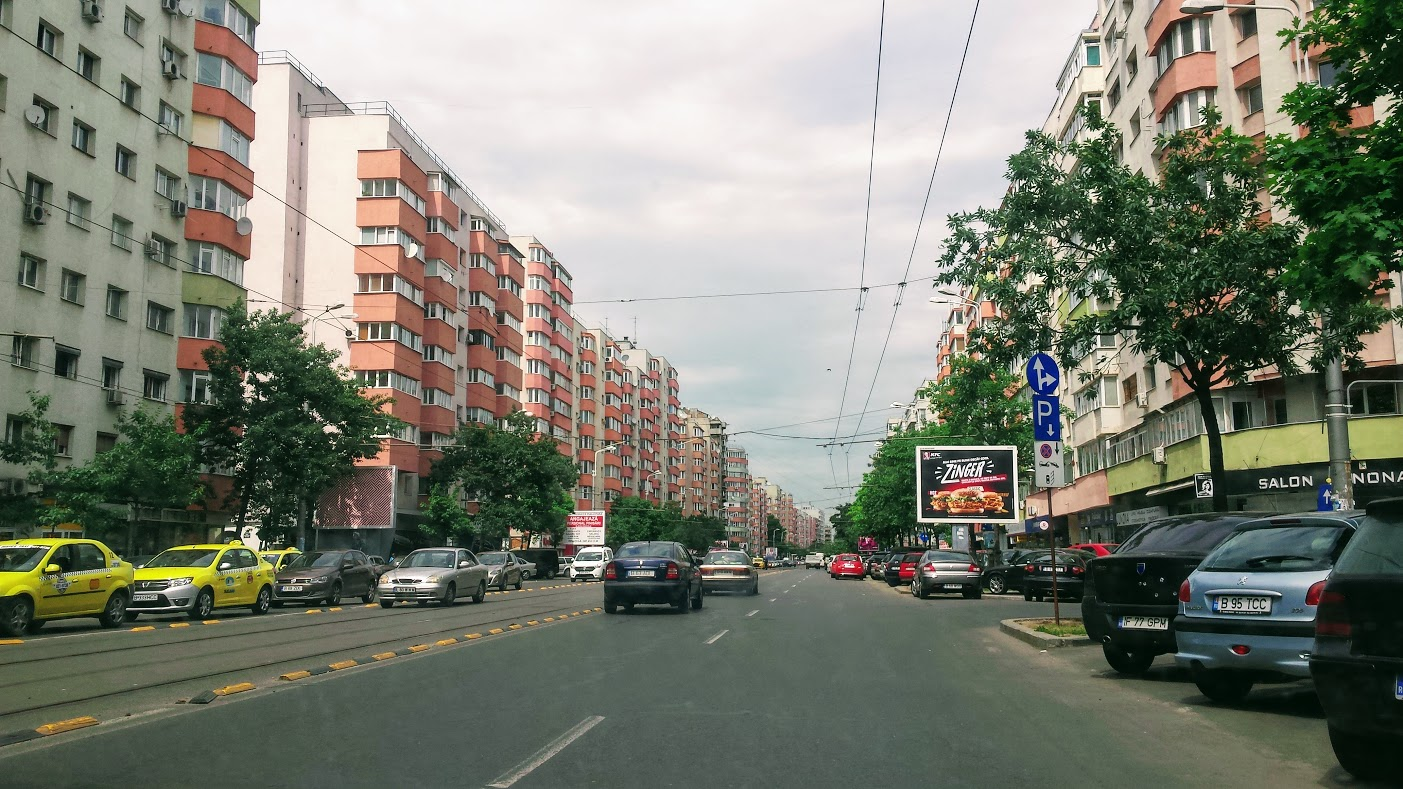
Aceiași zonă, 2017
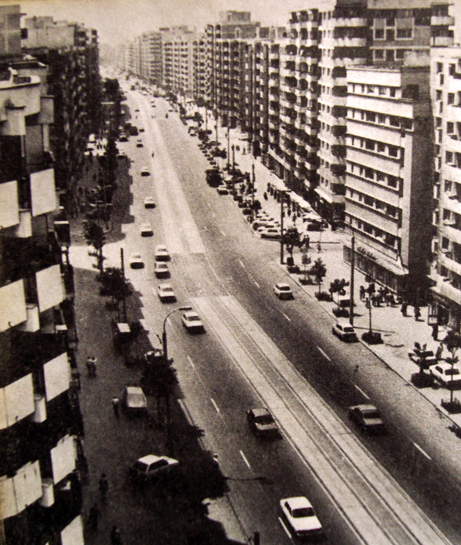
Calea Moșilor, años 1980